# Gino Sancti

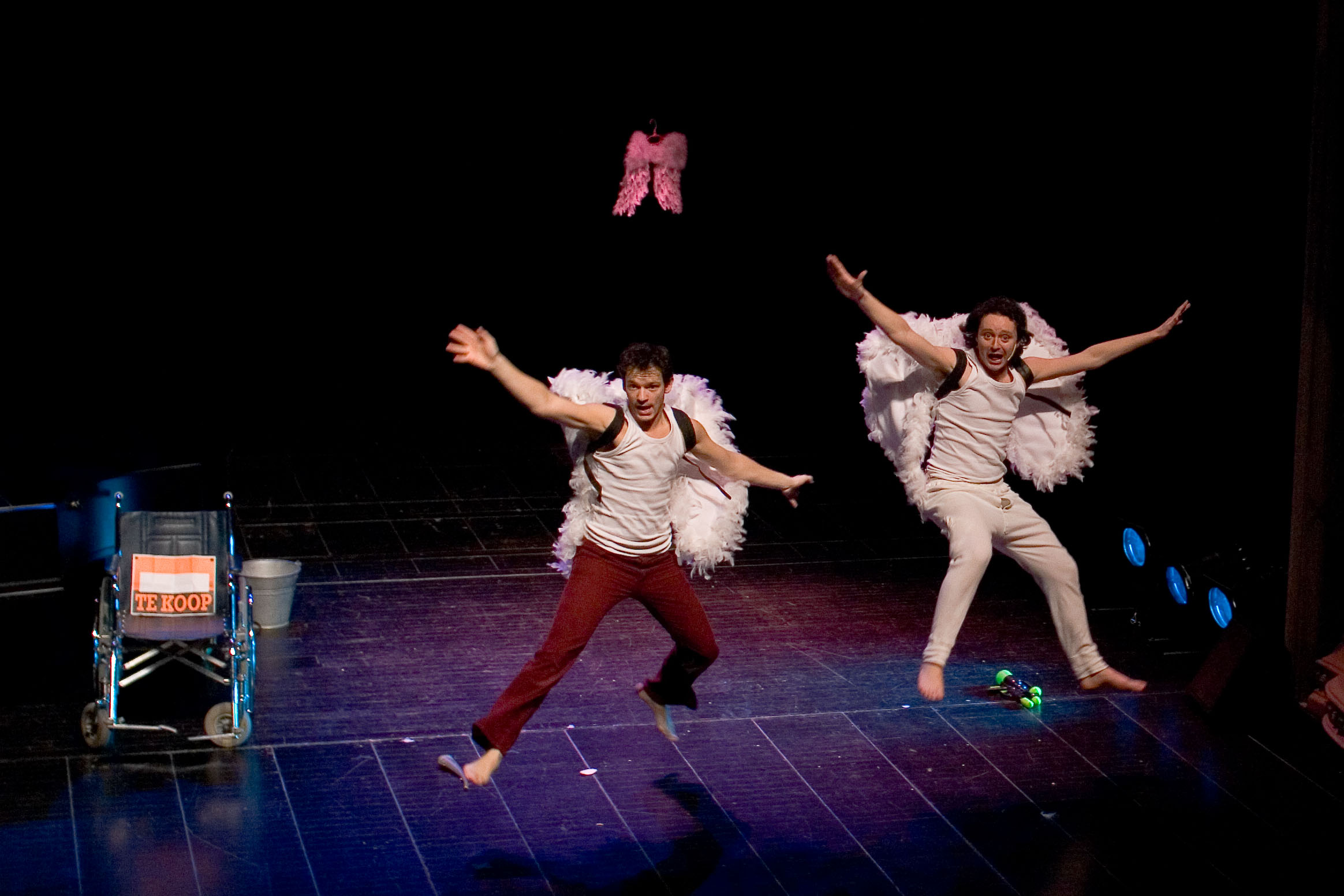
Gino Sancti op Comedy Zone 2007 in Gent

Gino Sancti is een Vlaams cabaretduo gevormd door Han Coucke (1975) en Frank Van Erum (1977).
Gino Sancti ontstaat in 1998 aan het Conservatorium van Gent. In 2001 bereiken ze met hun eerste programma, Holebi de finale van het Humorologie Concours.
In 2002 winnen ze ditzelfde concours met hun tweede programma, niet op de openbare weg gooien. Verder kapen ze ook de Wim Sonneveldprijs in Amsterdam weg en de jury- en publieksprijs op Cabareteske in Eindhoven.
In 2005 speelt het duo Après Ski en in 2006 waren ze te zien in 'Terminaal'. In 2008 startte hun nieuwe voorstelling: V.I.P.